# Асламов, Анатолий Петрович
Анатолий Петрович Асламов (1 июня 1953, Саратов, СССР) — советский футболист, российский тренер. Мастер спорта СССР.
Бо́льшая часть спортивной карьеры Асламова связана с саратовским «Соколом». Рекордсмен клуба по проведённым матчам и забитым голам — за 20 лет во второй лиге первенства СССР сыграл 636 матчей, забил 116 (по другим данным — 115) мячей. Всего во второй лиге сыграл 676 матчей — рекорд турнира.
Начинал играть в хоккей. После полученного перелома руки с 1964 года стал заниматься футболом в «Манеже» под руководством Петра Васильевича Осташева. В 1968 попал в сборную школьников России. В 1970 поступил в педагогический институт, в августе был взят в «Сокол», провёл в том году 6 игр. Первый гол забил 2 мая 1971 года в домашнем матче против таганрогского «Торпедо» (2:1). В 1976 году проходил военную службу в смоленской «Искре».
Выступал за сборную РСФСР.
В 1990 году после завершения карьеры игрока перешёл в тренерский штаб Александра Корешкова. В 1998 и 2002 годах был исполняющим обязанности главного тренера, летом 2005 руководил командой на время болезни Корешкова. В 2006 году был тренером клуба «Салют-Энергия» Белгород. В 2007 году вернулся в «Сокол», в июле 2012 был уволен из клуба, после чего возглавил любительский клуб «Молния» Саратов.

## Достижения
- Чемпион РСФСР (1976).
- В списке 22 лучших футболистов первой и второй лиг (2): 1976, 1977.